# Der Vater eines Clowns
Der Vater eines Clowns (engl. Titel: Like Father, Like Clown) ist die 6. Folge der 3. Staffel der Serie Die Simpsons. Sie wurde erstmals am 24. Oktober 1991 auf FOX in den Vereinigten Staaten ausgestrahlt, die Erstausstrahlung in Deutschland erfolgte am 11. Januar 1993 im ZDF. Jackie Mason gewann für seine Sprechrolle als Hyman Krustofski bei der Primetime-Emmy-Verleihung 1992 den Emmy in der Kategorie Voice-Over Performance.

## Handlung
Krusty der Clown löst ein altes Versprechen ein und besucht die Familie Simpson zum Abendessen. Als der Gast aufgefordert wird, das Dankesgebet zu sprechen, erteilt Krusty einen jüdischen Segen. Angesprochen auf seinen Hintergrund erzählt Krusty, sein Vater Hyman Krustofski, der Rabbiner ist, habe ihn verstoßen, weil er die Clownskarriere seines Sohnes ablehne.
Bart und Lisa machen Krustys Vater ausfindig und versuchen, ihn mit Verweisen auf Stellen aus Talmud und Bibel (Ex 20,12 ) (Jos 1,8 ) umzustimmen. Den Ausschlag gibt letztlich ein Zitat aus der Autobiographie von Sammy Davis jr. Yes, I Can (1965). Während einer Live-Sendung seines Sohnes taucht Rabbi Krustofsky auf, und am Schluss der Folge singt Krusty mit seinem Vater „O mein Papa“, ein Loblied auf einen Zirkusclown.

## Hintergrund

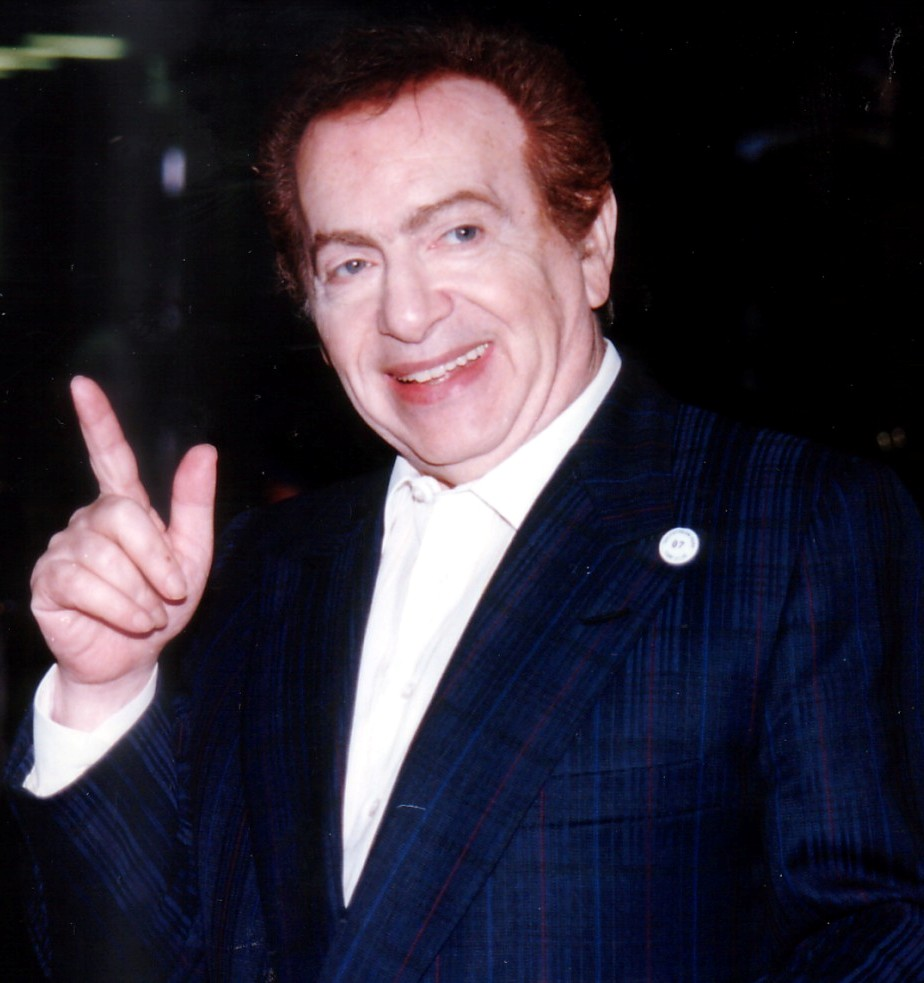
Jackie Mason gewann für seine Sprechrolle in dieser Episode den Emmy

Die Handlung ist eine Anspielung auf den Film Der Jazzsänger (1927), in dem die Jazzkarriere eines jüdischen Sängers zum Bruch mit dessen Vater führt. Krustofskis Klage „...wenn er wenigstens Jazzsänger wäre“ spielt auf den Film an.
Der Charakter Hyman Krustofski wurde nach dem Erfolg der Episode als wiederkehrende Nebenrolle in die Serie integriert. Zu Beginn der 26. Staffel stirbt der Rabbi.
Jackie Mason sprach die Rolle des Hyman Krustofski in acht Episoden als Gaststar. In den übrigen Folgen wurde der Rabbi von Dan Castellaneta gesprochen. In der deutschen Synchronfassung von Der Vater eines Clowns sprach ihn Donald Arthur, in späteren Episoden Ivar Combrinck und Michael Rüth.